# Rio Coman (Tazlău)
O Rio Coman (Tazlău) é um rio da Romênia, afluente do Schit, localizado no distrito de Bacău.